# Rivula expressa
Rivula expressa är en fjärilsart som beskrevs av Barend J. Lempke 1949. Rivula expressa ingår i släktet Rivula och familjen nattflyn. Inga underarter finns listade.